# Fred Church
Fred Roswell Church (* 19. November 1888 in Ontario, Iowa; † 7. Januar 1983 in Quartzite, Arizona) war ein US-amerikanischer Schauspieler der Stummfilmzeit, der vor allem für Auftritte in Western-Komödien bekannt war. 

## Leben
Church arbeitete als Vaudeville-Künstler in verschiedenen Ensembles, mit denen er durch die Vereinigten Staaten tourte. Ab 1909 trat er für Essanay und Selig in Filmen auf, meist in Western-Komödien von Gilbert M. Anderson. Church spielte die Charaktere Coyote Simpson und Rawhide Bill neben Augustus Carney, Victor Potel, Harry Todd und Margaret Joslin in der sehr erfolgreichen Snakeville-Reihe.
Nach 1917 spielte Church für verschiedene Filmgesellschaften, vor allem Universal Studios, Haupt- und Nebenrollen in Filmen aller Genres, vor allem jedoch in Western (zum Ende seiner Karriere spielte er unter dem Namen Montana Bill). Er war vor allem in den 1910er Jahren ein beliebter Schauspieler, doch wandelte sich der Geschmack des Publikums zugunsten neuer Westerndarsteller wie Tom Mix. Die Rollen für Church wurden weniger, und er zog sich zu Beginn der Tonfilmära immer mehr vom Filmgeschäft zurück. Church lebte noch beinahe 50 Jahre als Ruheständler.
Church arbeitete einmal als Regisseur (1914: The Futility of Revenge).

## Filmografie
- 1908: The Cowboy’s Baby
- 1909: The Heart of a Cowboy
- 1909: The Spanish Girl
- 1909: The Ranchman’s Rival
- 1909: His Reformation
- 1909: The Best Man Wins
- 1909: The Mad Miner
- 1909: Tag Day
- 1910: The Bad Man’s Christmas Gift
- 1910: The Tenderfoot Messenger
- 1910: A Cowboy’s Vindication
- 1910: Circle C Ranch’s Wedding Present
- 1910: A Western Woman’s Way
- 1910: The Little Prospector
- 1910: The Marked Trail
- 1910: The Masquerade Cop
- 1910: Pals of the Range
- 1910: The Bearded Bandit
- 1910: Patricia of the Plains
- 1910: The Tout’s Remembrance
- 1910: The Pony Express Rider
- 1910: The Deputy’s Love
- 1910: Under Western Skies
- 1910: The Desperado
- 1910: The Unknown Claim
- 1910: The Bad Man’s Last Deed
- 1910: The Forest Ranger
- 1910: The Ranchman’s Feud
- 1910: The Brother, Sister and the Cowpuncher
- 1910: The Little Doctor of the Foothills
- 1910: The Cowpuncher’s Ward
- 1910: A Vein of Gold
- 1910: The Bad Man and the Preacher
- 1910: The Mistaken Bandit
- 1910: The Ranger’s Bride
- 1910: The Flower of the Ranch
- 1910: A Ranchman’Wooing
- 1910: The Girl and the Fugitive
- 1910: Method in His Madness
- 1910: The Mexican’s Faith
- 1910: The Cowboy and the Squaw
- 1910: The Outlaw’s Sacrifice
- 1910: Won by a Hold-Up
- 1911: Broncho Billy’Adventure
- 1911: Broncho Billy’s Christmas Dinner
- 1911: Papa’s Letter
- 1911: The Desert Claim
- 1911: A Cattle Rustler’s Father
- 1911: The Forester’s Plea
- 1911: A Western Redemption
- 1911: The Stage Driver’s Daughter
- 1911: Town Hall, Tonight
- 1911: The Strike at the Little Jonny Mine
- 1911: A Western Girl’s Sacrifice
- 1911: Mustang Pete’s Love Affair
- 1911: The Corporation and the Ranch Girl
- 1911: Forgiven in Death
- 1911: The Lucky Card
- 1911: Alkali Ike’s Auto
- 1911: The Bunco Game at Lizardhead
- 1911: The Indian Maiden’s Lesson
- 1911: The Sheriff’s Chum
- 1911: Across the Plains
- 1911: The Faithful Indian
- 1911: On the Desert’s Edge
- 1911: The Outlaw and the Child
- 1911: The Two Reformations
- 1911: The Count and the Cowboys
- 1912: The Sheriff’s Inheritance
- 1912: Alkali Ike’Motorcycle
- 1912: The Prospector
- 1912: Western Girls
- 1912: Broncho Billy’s Mexican Wife
- 1912: Broncho Billy’s Heart
- 1912: The Dance at Silver Gulch
- 1912: An Indian’Friendship
- 1912: The Ranch Girl’s Trial
- 1912: The Tomboy on Bar Z
- 1912: The Shotgun Ranchman
- 1912: Alkali Ike Stung!
- 1912: An Indian Sunbeam
- 1912: Alkali Ike’s Pants
- 1912: A Woman of Arizona
- 1912: The Ranchman’s Trust
- 1912: Broncho Billy for Sheriff
- 1912: Alkali Ike Plays the Devil
- 1912: Broncho Billy’s Escapade
- 1912: On the Moonlight Trail
- 1912: Broncho Billy’s Last Hold-Up
- 1912: The Little Sheriff
- 1912: The Loafer’s Mother
- 1912: Broncho Billy’s Pal
- 1912: A Moonshiner’s Heart
- 1912: The Smuggler’s Daughter
- 1912: Broncho Billy’s Narrow Escape
- 1912: On the Cactus Trail
- 1912: Broncho Billy and the Indian Maid
- 1912: Western Hearts
- 1912: On El Monte Ranch
- 1912: Broncho Billy’s Bible
- 1912: The Desert Sweetheart
- 1912: The Sheriff and His Man
- 1912: The Dead Man’s Claim
- 1912: Broncho Billy and the Bandits
- 1912: Alkali Ike’s Boarding House
- 1912: Alkali Ike Bests Broncho Billy
- 1912: A Ranch Widower’s Daughters
- 1912: The Ranch Girl’s Mistake
- 1912: The Prospector’s Legacy
- 1912: The Deputy and the Girl
- 1912: Broncho Billy and the Schoolmistress
- 1912: The Oath of His Office
- 1912: A Child of the West
- 1913: A Snakeville Courtship
- 1913: Broncho Billy’s Christmas Deed
- 1913: The Three Gamblers
- 1913: Broncho Billy’s Squareness
- 1913: A Romance of the Hills
- 1913: Sophie’s Hero
- 1913: The End of the Circle
- 1913: The New Schoolmarm of Green River
- 1913: The Doctor’s Duty
- 1913: The Kid Sheriff
- 1913: Alkali Ike and the Wildman
- 1913: Broncho Billy Gets Square
- 1913: Love and the Law
- 1913: The Struggle
- 1913: The Belle of Siskiyou
- 1913: Why Broncho Billy Left Bear Country
- 1913: The Broken Parole
- 1913: Broncho Billy Reforms
- 1913: Bonnie of the Hills
- 1913: Broncho Billy’s Conscience
- 1913: The Episode at Cloudy Canyon
- 1913: Alkali Ike’s Gal
- 1913: The Edge of Things
- 1913: Their Promise
- 1913: The Dance at Eagle Pass
- 1913: Broncho Billy and the Western Girls
- 1913: At the Lariat’s End
- 1913: The Life We Live
- 1913: Broncho Billy’s Strategy
- 1913: Alkali Ike and the Hypnotist
- 1913: The Rustler’s Spur
- 1913: Broncho Billy’s Capture
- 1913: The Last Shot
- 1913: Broncho Billy and the Express Rider
- 1913: A Widow of Nevada
- 1913: The Ranch Girl’s Partner
- 1913: Broncho Billy’s Reason
- 1913: Broncho Billy’s Gratefulness
- 1913: Broncho Billy’s Sister
- 1913: The Influence of Broncho Billy
- 1913: Broncho Billy and the Sheriff’s Kid
- 1913: The Making of Broncho Billy
- 1913: Broncho Billy’s Gun Play
- 1913: Broncho Billy’s Brother
- 1913: The Miner’s Request
- 1914: The School Teacher at Angel Camp
- 1914: Her Higher Ambition
- 1914: Man to Man
- 1914: Dolly’s Deliverance
- 1914: The Girl from Texas
- 1914: The Blacksmith’s Daughter
- 1914: In the Hollow of an Oak
- 1914: Four Days
- 1914: The Man in the Attic
- 1914: A Rose of Yesterday
- 1914: Universal Ike and the School Belle
- 1914: Sophie Picks a Dead One
- 1914: What Came to Bar Q
- 1914: A Night on the Road
- 1914: Broncho Billy, Guardian
- 1914: The Cast of the Die
- 1914: The Story of the Old Gun
- 1914: The Hills of Peace
- 1914: The Awakening at Snakeville
- 1915: The Road to Paradise
- 1915: When a Queen Loved O’Rourke
- 1915: The New Adventures of Terence O’Rourke
- 1915: The Palace of Dust
- 1915: The Long Chance
- 1915: A Fight to a Finish
- 1915: The Yellow Star
- 1915: A Leap for Life
- 1915: The Missing Man
- 1915: At Twelve O’Clock
- 1915: The Greaser
- 1915: Christmas at Lonesome Gulch
- 1916: Giant Powder
- 1916: It’s Great to Be Married
- 1916: The End of the Rainbow
- 1916: A Romance of Billy Goat Hill
- 1916: With the Spirit’s Help
- 1916: The Girl of Lost Lake
- 1916: The Secret of the Swamp
- 1916: It Happened in Honolulu
- 1916: Her Great Part
- 1916: The Thief of the Desert
- 1916: Miss Blossom
- 1916: The Gambler
- 1916: The Brink
- 1916: The Flirt
- 1916: The Secret Foe
- 1916: Lonesomeness
- 1916: The Heart of Bonita
- 1916: Her Greatest Story
- 1916: The Wrong Door
- 1916: The Wise Man and the Fool
- 1917: Madame Du Barry
- 1917: The Clever Mrs. Carfax
- 1917: The Temple of Terror
- 1917: The Lion’s Lair
- 1917: The Last of the Night Riders
- 1917: The Lure of the Circus
- 1917: Jungle Treachery
- 1917: Squaring It
- 1917: A Blissful Calamity
- 1917: Number 10, Westbound
- 1917: Southern Justice
- 1917: The Phantom’s Secret
- 1917: A Startling Climax
- 1917: The Honeymoon Surprise
- 1918: Shootin’ Mad
- 1918: All for Gold
- 1918: The Human Tiger
- 1918: Beans
- 1918: Angel Child
- 1918: The Blindness of Divorce
- 1919: Red Blood and Yellow
- 1919: The Son-of-a-Gun
- 1922: The Fighting Kid
- 1923: The Man from New York
- 1924: Chalk Marks
- 1926: Two Fisted Buckaroo
- 1926: Prince of the Saddle
- 1926: The Lost Express
- 1926: Signal Fires
- 1926: Stacked Cards
- 1926: Temple of Terror
- 1927: The Mansion of Mystery
- 1927: The Lone Rider
- 1928: Trails of Treachery
- 1928: The Vanishing West
- 1928: Riders of Vengeance
- 1928: Secrets of the Range
- 1929: Western Methods
- 1929: The Unknown Rider
- 1929: Cowboy Cavalier
- 1930: The Apache Kid’s Escape
- 1930: South of Sonora
- 1930: Rough and Ready
- 1931: So This Is Arizona
- 1931: Flying Lariats
- 1931: Riders of the Cactus
- 1931: Wild West Whoopee
- 1931: The Ridin’ Kid
- 1932: The Golden West
- 1934: Border Guns
- 1935: Defying the Law
- 1935: Devil’s Canyon
- 1936: Desert Guns